# Emil Winter-Tymian

Emil Winter-Tymian

Emil Winter-Tymian (* 18. Dezember 1860 in Dresden; † 16. September 1926 ebenda) war ein sächsischer Volkssänger, Salon-Humorist und Theaterdirektor.

## Leben
Emil Winter war Sohn eines Ausgehers. Obwohl er in ärmlichen Verhältnissen aufwuchs, bildete er sich aus eigenem Antrieb künstlerisch weiter. Schon mit 20 Jahren konnte er, da er ein guter Sänger und Komiker war, als „Salon-Humorist“ auftreten. Im Jahre 1895 war er Direktor der „Roßweiner Sänger“, einer eigenen, sieben Mann starken Herrensängergesellschaft, die auch unter dem Namen „Die schneidigen Muldentaler“ bekannt war. Nach einem besonders erfolgreichen Couplet mit dem Titel „Der schneidige Tymian“ legte er sich den Künstlernamen „Tymian“ (ohne h!) zu.

Fritz Thurm-Sylvaré

Wie damals jede bessere Herrensänger-Gesellschaft hatte auch Winters Ensemble einen Damendarsteller in seinen Reihen. Er hieß Fritz Thurm-Silvaré; eine Ansichtskarte aus der Zeit um 1905 oder früher überliefert seinen Namen und sein Bild. Eine Ansichtskarte von 1901 zeigt das sieben Mann starke Ensemble. Eine weitere Ansichtskarte von 1903 zeigt das vollständige Ensemble „Emil Winter-Tymians Humoristen und Sänger“.
Schon früh machte Emil Winter-Tymian Schallplattenaufnahmen bei der „Gramophone & Typewriter Co.“, wo Aufnahmen aus den Jahren zwischen 1902 und 1905 nachweisbar sind.

### Das Thalia-Theater

Ensemble des Thalia Theaters

Im Jahre 1910 übernahm er in der Äußeren Neustadt Dresdens, das 1889 als „Apollotheater“ eröffnete und seit 1905 unter dem Namen „Edentheater“ geführte Haus, dem er den Namen Thalia-Theater gab. Die Eröffnung wurde mit bemerkenswertem Werbeaufwand durchgeführt, das Theater mit Zeitungsanzeigen und Reklamemarken beworben. Letztere zeigten meist Winter-Tymian selbst in publikumswirksamen Posen, z. B. auf modernen Verkehrsmitteln wie Schiff oder Lokomotive, oder als Tango tanzenden „Schneidigen Tymian“, oder warben mit eingängigen Reimen wie „Ich gehe heut zu Tymian, da lacht man sich ein’ Buckel an!“ für den Besuch.
Bei Winter-Tymians Bühne fingen auch Schauspieler an, die später in Bühne und Film erfolgreich waren, unter ihnen Max Gülstorff (1882–1947).
„Tymians Thalia Theater“, kurz „TTT“, wurde ein äußerst volkstümliches Etablissement, das von 1911 bis zu Winters Tod im Jahre 1926 spielte. Danach wurde das Unternehmen von dem aus Magdeburg gebürtigen Komiker Paul Beckers weitergeführt. Dieser wurde durch das Solo vom „Fliegentüten-Heinrich“, welches Winter-Tymian für ihn verfasst hatte, berühmt.
Seine Programme erfreuten sich nicht nur bei den Dresdnern größter Beliebtheit. Sein Publikum kam aus ganz Sachsen zusammen. Die Gestaltung seiner Vorstellungen war volkstümlich und die Eintrittspreise waren wohlfeil. Neben Volksstücken und Singspielen wurden auch Varieténummern gezeigt. Doch den Ausschlag für die Popularität seiner Bühne gaben Winter-Tymians eigene Auftritte als Volkssänger und Humorist. Seine Trümpfe dabei waren Aktualität und Lokalkolorit. „Viele Höhepunkte wurden so oftmals zum Stadtgespräch“.
Seine Verse wurden Vorlagen zu ganzen Postkarten-Serien.
Winter-Tymian war dabei auch sozial engagiert; er nahm nicht nur zeitlebens niedrige Eintrittspreise, sondern „lud häufig Kinder aus Waisenhäusern ein, gab Sondervorstellungen für behinderte Kinder und spendete von jeder verkauften Eintrittskarte fünf Pfennig für die Krüppelhilfe“.
Er starb 1926 in Dresden an einem Herzschlag. Heute erinnert an den beliebten sächsischen Künstler ein Gedenkstein an der Fassade des Gebäudes Louisenstraße 55.

## Werke (Auswahl)
- Op. 52. Na, gute Nacht: „Jüngst geh’ ich mal so ganz allein“. Couplet f. 1 Singst. m. Pfte. Mk 1. Leipzig, Wilh. Dietrich.
- Op. 55. Sterngucker Dunzel: „Wenn sich die Erde hüllet“. Humorist. Soloscene m. Pfte. Mk 1,50. Leipzig, Wilh. Dietrich.
- Op. 59. Automaten-Couplet: „Wo man jetzt hinkommt“ f. 1 Singst. m. Pfte. Mk 1. Leipzig, Wilh. Dietrich.
- Margarethe: „Margarethe, kenne ich ein Mädchen“. Parodie-Couplet f. 1 Singst. m. Pfte. Mk 1. Leipzig, Wilh. Dietrich.
- Der schneidige Tymian: „Was soll der Lärm, was ist nur los“. Neuestes Gigerl-Couplet f. 1 Singst. m. Pfte. Mk 1. Leipzig, Wilh. Dietrich.[15][16]
- Op. 203. Ach könnt’ ich meine Mutter wiederseh’n: „Der treuen Mutter Worte helfen nicht“ f. 1 Singst. m. Pfte. Leipzig, C.F. Teich Mk 1.
- Op. 204. Ich fand ein Herz, so rein wie Gold: „Gewandert bin ich ruhlos hin und her“ f. 1 Singst. m. Pfte. Leipzig, C.F. Teich Mk 1.
- Op. 207. Wenn auch der Hoffnung letzter Anker bricht, verzage nicht: „Wenn dunkle Schicksalswolken dich umgrauen“ f. 1 Singst. m. Pfte. Leipzig, C.F. Teich Mk 1.[17]
- Original-Couplets f. 1 Singst. m. Pfte. Leipzig, Otto Teich enthält:
  - No. 1. Das weibliche Zukunftsheer: „Viel’ Damen hat für’s Telephon“.
  - 2. Bahnhofs-Studien: „Wenn man sich vor Abgang der Züge zur Bahn“.
  - 3. Da merkt man nicht, dass schlechte Zeiten sind: „Diese miserablen Zeiten“.
  - 4. Tadellos: „Es haben jetzt sehr oft und gern“.
  - 5. Schluss-Akkord: „Das ganze Leben gleicht der Musik“.[18]
- Op. 204 Ich fand ein Herz, so rein wie Gold. Lied; [Ausg. für Mittelstimme] Leipzig: Teich, 1900 (= Edition Teich – Musikalische 20-Pfennig-Ausgabe 235)
- Op. 251. Eine fatale Verwechselung: „Heutzutage, ohne Frage“. Humoristische Scene f. 3 Herren m. Pfte. Leipzig, Riegert Mk 2,50.
- Op. 255. Der eifersüchtige Küchenchef: „Wie ich schwitze bei der Hitze“. Humoristische Scene f. 1 Herrn u. 1 Dame m. Pfte. Leipzig, Riegert Februar 1900:S. 83
- Op. 202 Am Elterngrab. Lied, „Lieder-Perlen“ von Emil Winter-Tymian, für eine Singstimme mit Pianoforte-Begleitung, Leipzig, C. F. Teich 1902.
  - In Wolfgang Staudtes Verfilmung von Heinrich Manns "Der Untertan" von 1951 wird das Lied im Salon bei Diederich Hessling vorgetragen, um die falsche kleinbürgerliche Gefühlswelt der Kaiserzeit zu denunzieren. defa-sternstunden.de
- Op. 314 Hausknecht Mampe als Rentier: urkomisches Gesamtspiel für 2 Herren u. 2 Damen:. Verlag Danner [Mühlhausen i.Th.] books.google.com
- Heiliger Abend im Forsthaus. Ausgabe 24 von “Aufführungen f. Weihnachten u. Neujahr”. Veröffentlicht 1906.books.google.com
- Zehn Jahre auf See oder Ein herrlicher Weihnachtsabend. Verlag Meissner, 1908.books.google.com
- “Seifenblasen” - Humoristisches Gesangs-Potpourri für Männerchor und Pianoforte.

Das Lied wurde von Paul Grosse für Männerchor arrangiert.
davon gibt es eine Schallplattenaufnahme:
- Seifenblasen, 1/2. Teil (P.Grosse & E.Winter-Tymian) Heiteres Funk-Quartett. Electro-Vox 4213 3380. ca. 1927, PDF

## Tondokumente
Frühe Aufnahmen bei der “Gramophone & Typewriter Co.” (pre-dog label) mit 7" und 10" Durchmesser (Auswahl):
1. Der schneidige Tymian, Originalcouplet Gr&T  42 718 (mx. 2253 g) (7", aufgen. 1903)
2. dto. Gr&T  42 824 (mx. 753 h)        (10", aufgen. 1903)
3. dto. Gr&T  2- 42 931 (mx. 86 r) (7", aufgen. 1905)
4. Reich mir die Hand mein Leben Gr&T  2- 42 932 (mx. 87 r) (7", aufgen. 1905)
5. Mein Freund, der Schmidt Gr&T  42 713           (10", aufgen. 1903)
6. Strömt herbei ihr Völkerscharen Gr&T  42 823           (10", aufgen. 1902)

7. Der Herbst, aus den vier Jahreszeiten der Liebe. Gesungen von Sascha von Günther und [Emil] Winter-Tymian. Gramophone Concert Record G.C. 44 150 (mx. 756 x) (25 cm, aufgen. Dresden, Frühjahr 1902)

## Abbildungen
- Der schneidige Tymian tanzt Tango. Reklamemarke für Tymians Thalia Theater
- Postkarte vom 4. Juni 1907 “Winter-Tymians Humoristen”, Sammlung Sabine Giesbrecht, Osnabrück